# Нивина, Людмила Денисовна
Людмила Денисовна Ни́вина (род. 1919) — советский и украинский архитектор.

## Биография
Родилась 27 декабря 1919 года в Харькове (ныне Украина). В 1937—1946 годах училась на архитектурном факультете ХИСИ. С 1946 года работает в различных проектных учреждениях Львова. Автор многих сооружений в Львове.

## Архитектура Львова
- 5-этажный жилой дом на нынешних улиц Городоцкой и Озаркевича (начало 1950-х, соавтор Павел Конт)[1]
- жилой дом на улице Гвардейской, 28а. Смелый проект 1953 года с ризалитом, что сильно выступает относительно основного объема, при реализации был сильно упрощен.[1]
- жилой дом на углу нынешних улиц Степановны и Братьев Михновских (1955)[2].
- малоэтажная жилая застройка нынешней улице Пасечной (1957, соавтор Генрих Швецкий-Винецкий).
- проект первой очереди застройки улицы Стрыйской (1960-е).
- Отель «Львов» на нынешнем проспекте Черновола, 5 (1965, соавторы Павел Конт, Анатолий Консулов). За основу взят типовой проект гостиницы на 400 мест, который был расширен со стороны улицы Зерновой, количество мест доведено до 685.
- отель «Днестр» на улице Матейко, спроектированный ещё в 1970 году, строительство завершено в 1982 (соавторы Анатолий Консулов, Ярослав Мастило).
- застройка пяти- и девятиэтажными домами львовского микрорайона «Серебристый». Проект 1979—1980 годов реализован частично.
- клуб управления профтехобразования с залом на 800 мест на нынешней площади Петрушевича, 2 (1961). В 1985 году достроен 4-й этаж. Сейчас здесь находится Дворец культуры учащейся молодежи.
- проект многоэтажной застройки поселка Октябрьского, ныне входит в состав Львова под названием «Левандовка» (в соавторстве с Г. Бекесевичем, П. Гудымовым, Раисой Федотовской и другими).
- корпус научно-исследовательского института промстройматериалов на улице Тернопольской, 10[3].

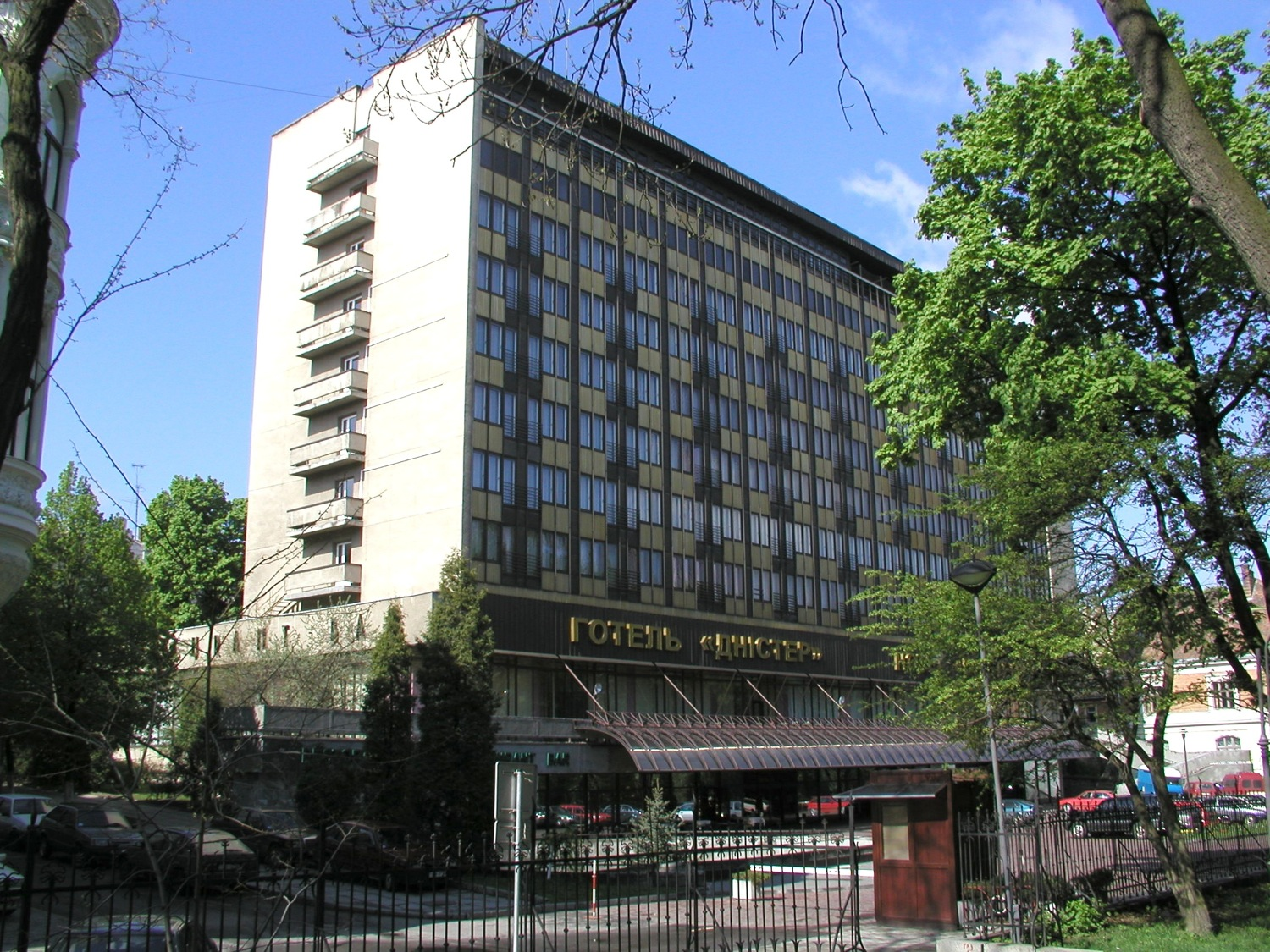
Отель «Днестр»
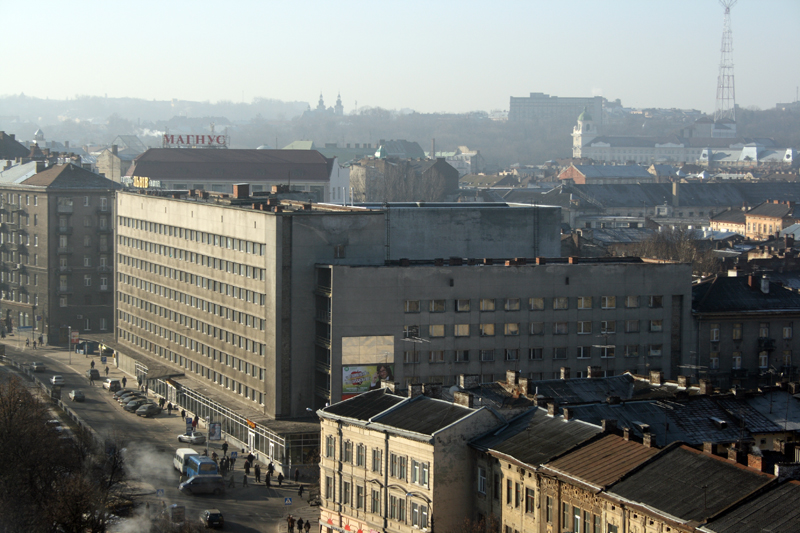
Отель «Львов»

## Награды и премии
- Государственная премия УССР имени Т. Г. Шевченко (1980) — за архитектурный проект жилого квартала «Серебристый» во Львове